# علي ورسمة حسن
الشيخ علي ورسمة حسن (بالصومالية: Cali Warsame Xasan) عالم مسلم وداعية صومالي من كبار علماء الصومال، وأحد أبرز رواد الصحوة الإسلامية، وزعيم حركة الاتحاد الإسلامي، التي تأسست عام 1983، كما يعتبر أحد أبرز رموز جماعة الاعتصام بالكتاب والسنة  التي تأسست عام 1996، توفي الشيخ علي ورسمة حسن في الأردن 28 مايو 2022.

## النشأة وتحصيله العلمي
ولد الشيخ علي ورسمة حسن في بادية قرب قرية عينبة (بالصومالية: Caynabo) القريبة من برعو شمال الصومال عام 1939، لأسرة رعوية ورعى الإبل لأهله، توفي والده في صغره،  انتقل إلى برعو 1954 ثم هرجيسا ثم دير داوا عام 1958 طلبا للعلم، وهناك تلقى العلوم الأساسية، وانتظم في الحلقات العلمية، حتى أنهى دراسته الثانوية.
مع بداية الستينات انتقل الشيخ علي ورسمة إلى المملكة العربية السعودية ودرس البكالوريوس في جامعة الإمام محمد بن سعود الإسلامية في الرياض، ثم التحق بالجامعة الإسلامية في المدينة المنورة في عام 1969 حيث حصل على الماجستير.

## نشاطه الدعوي
خلال دراسته في الجامعات السعودية تبلورت لديه رؤية دينية سلفية، وبدأ نشاطه الدعوي، والتحق بحركة الإصلاح التي أنشئت في تلك الفترة، إلا أنه لم يلبث فيها طويلا، وباءت محاولاته بتقريب حركة الإصلاح والجماعة الإسلامية ودمجهما بالفشل ما أدى إلى انسحابه من الحركة، يقول الشيخ علي ورسمة: «بعد انضمامي إلى حركة الإصلاح زارني في الرياض اثنان من نشطاء الجماعة الإسلامية وهما: عبد العزير فارح – رحمة الله عليه- وعبد الله ديريه أبتدون،  وقالا لي : تكونت جماعتان في وقت واحد، ونحن نسعى لتوحيد الجماعتين وهما (الجماعة الإسلامية، وحركة الإصلاح) فقلت لهما : أرتب لقاء بينكما وبين رجال ” الإصلاح” فوافقوا وجمعت بين الطرفين، وحين لم يحصل التوافق، ووصلت المناقشات إلى طريق مسدود» .
بعدها انضم الشيخ علي ورسمة إلى حركة وحدة الشباب الإسلامي، التي نشطت في شمال الصومال، وعين بعدها رئيسا للحركة، حتى سعى قياديو الجماعة الإسلامية في الجنوب إلى التحالف مع الوحدة في الشمال ودمج الجماعتين، واتفقوا على إنشاء حركة الاتحاد الإسلامي عام 1983، يقول د. أحمد حاج عبد الرحمن: «بدأت أفكار توحيد الجماعات الإسلامية بتحريك من (الشمال) ومن (الجنوب) وعرض الشيخ عبد العزيز فارح تنصيب الشيخ علي ورسمة حسن المنسحب آنذاك من حركة (الإصلاح) ليكون همزة وصل بين الجانبين وأنا والشيخ عبد القادر نور فارح وعبد الوهاب إسحاق اجتمعنا بالشيخ علي ورسمه بجدة، وعرضنا عليه تولِّي قيادة الجماعتين ( الوحدة ، والجماعة الإسلامية) فقال لنا: اعطوني نسخة من منهجكم لأنظر حتى اقتنع به، وفي الإجازة الصيفية من عام 1983 اجتمعنا في مقديشو نحن كجماعة –أي الجماعة الإسلامية- اتخذنا قرار الاندماج مع (الوحدة) واتفقنا على أن نتنازل عن الرئاسة ولكن نتمسك بالمنهج،».
ونشطت حركة الاتحاد الإسلامي في نشر الدعوة الإسلامية وتوعية الشباب والعمل على نشر الخلاوي القرآنية والكتب الدينية حتى انهيار الحكومة الفيدرالية عام 1991، يقول الشيخ عبد القادر نور فارح: «بعد إنشاء حركة الاتحاد الإسلامي عام 1983 تقريبا تضاعفت أنشطة الدعوة الإسلامية، ونهضت بقوة تشقُ طريقها إلى المدارس النظامية والجامعات، ومال إليها الشباب والشابات، وتأسست كثيرا من المدارس القرآنية على أيدي شباب الصحوة. وبدأ هذا يقلق النظام قلقا شديدا، فشرعت الحكومة منع المطبوعات الإسلامية، وأصبح التفتيش شديدا عليها.»
يقول الشيخ علي ورسمة عن تأثير حركة الاتحاد الإسلامي في الصومال ودعوتها السلفية: حين أطلق سراح الشيخ محمد معلم حسن بعد أن قضى سبع سنوات في سجنه، – وكان قد بذر في الشباب بذور الفكر الإخواني – فُوجئ بتحوُّل الساحة لصالح المد السلفي الذي أدهشه، ثم اصطدم بالنقاشات المريرة بينه وبين الشباب المنحازين إلى المنهج السلفي، ولم يتوصل معهم إلى أي توافق في المسائل المتعلقة بالتوحيد، ثم انشقت من الجماعة الإسلامية مجموعة انحازت للشيخ محمد معلم، برئاسة الشيخ يوسف علي عينتي ، وظل الشيخ محمد معلم الرئيس الحقيقي ومرشد الجماعة”.»
بعد انهيار الحكومة الفيدرالية تسلحت حركة الإتحاد الإسلامي شأنها شأن غيرها من الحركات وشرعت في إنشاء المعسكرات في معظم أنحاء البلاد، وخاضت حروبا مع بعض الجبهات المسلحة مثل جبهة SSDF التي قادها العقيد عبد الله يوسف أحمد، وأدى إلى تدخل القوات الإثيوبية للقضاء على حركة الإتحاد الإسلامي، بعد تصنيفها حركة إرهابية من قبل الولايات المتحدة، يقول الشيخ عبد القادر نور فارح أحد قادة حركة الإتحاد الإسلامي «منذ إنشاء جماعة الاتحاد الإسلامي في الصومال كان هدفها المعلن الرئيس هو السعي لإقامة دولة إسلامية، أما الوسيلة لتحقيق ذلك فكانت بالجهاد المسلح والإعداد لذلك بكل طريق.. وحينما سقط النظام سَهُل الحصول على السلاح وسقطت الدولة التي كانت تحول دون وصول السلاح إلى أيدينا..ثم انضاف إلى ذلك وجود مجموعة عادت من أفغانستان، وفي كيسمايو تبلورت الأفكار مع غياب العلماء المؤثرين فأنا شخصيا توجهت إلى نيروبي، بعد وصولي إلى كيسمايو بقليل. هذه العوامل مجتمعة مهدت للحرب»
بعد حروب دامية ومواجهات مسلحة تكبدت فيها الحركة خسائر فادحة اجتمع قادة الحركة واتفقوا على وضع السلاح وحل المعسكرت وتفريق المقاتلين، وهو ما حدث بالفعل، وانهارت حركة الاتحاد، لتُنشئ على أنقاضها جماعة الاعتصام بالكتاب والسنة عام 1996 التي تبنت منهجا إصلاحيا دعويا بعيدا عن مظاهر التسلح وخوض الحروب، بعد مراجعات شملت منهج الحركة، يقول الشيخ عبد القادر نور فارح: «في الحقيقة جنحنا إلى السلم وآثرنا المصالحة دون أن نهزم في الميدان بل نظرا لمصلحة الدعوة، والمصلحة المجتمع وتداركا للخطأ الذي وقعت فيه الدعوة أولا، وقد كلَّفنا التحول مشاق ومصاعب جمَّة.»
عاش الشيخ علي ورسمة أواخر حياته في مدينة برعو شمال الصومال، حيث درّس العلوم الشرعية في عدد من الجامعات وظل يقدم الدروس الدينية حتى وفاته

## وفاته
توفي الشيخ على ورسمة في 28 مايو 2022، أثناء تلقيه العلاج في الأردن، ونٌقل جثمانه إلى الصومال حيث دٌفن.

## روابط خارجية
مرثية الشيخ علي ورسمة لعبدالرحمن أبي العالية